# Nepenthes pitopangii
Nepenthes pitopangii Chi.C.Lee, S.McPherson, Bourke & M.Mansur, 2009 è una pianta carnivora della famiglia Nepenthaceae, endemica di Sulawesi, in Indonesia, dove cresce a 1400–1800 m.

## Conservazione
La Lista rossa IUCN classifica Nepenthes pitopangii come specie vulnerabile.